# Comunicazioni a San Marino

## Sistema postale

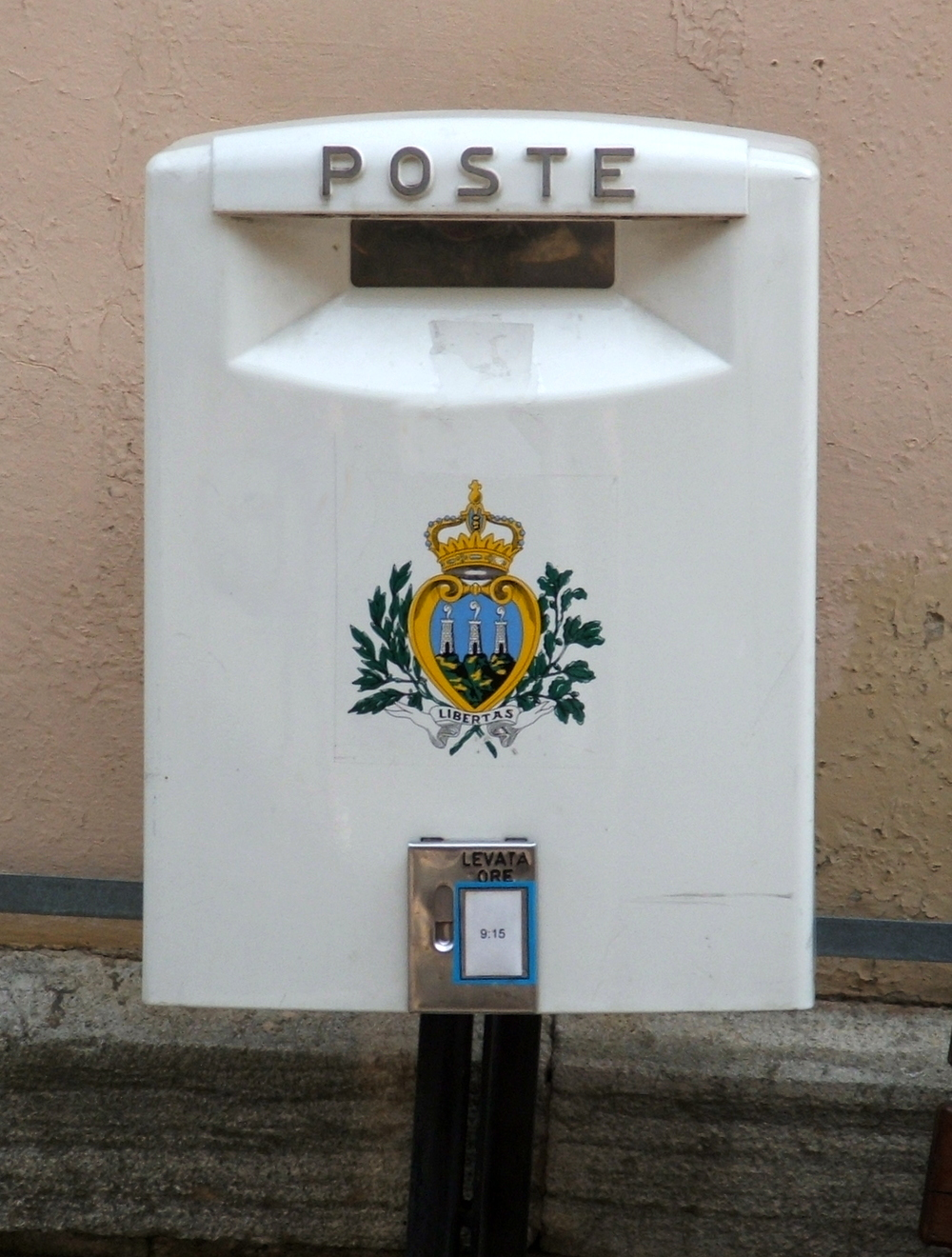
Cassetta postale delle Poste sammarinesi

Poste San Marino è l'ente pubblico che si occupa della gestione del servizio postale nella Repubblica di San Marino. La società dipende dalla Segreteria di Stato per il Lavoro, la Cooperazione e le Poste.
Per la corrispondenza postale inviata dall'estero, la Repubblica di San Marino si avvale di una codifica postale italiana, adottata convenzionalmente come se gli uffici postali della Repubblica fossero agenzie della provincia italiana di Rimini, e in particolare dello stradale IX.
Per la corrispondenza interna, l'amministrazione postale sammarinese ha predisposto dei codici interni composti di un carattere alfabetico seguito da uno numerico. Questi codici sono praticamente inutilizzati, soprattutto dopo il 1997, quando la revisione della codifica postale per le nuove province italiane istituite nel 1992 ha portato alla soppressione del codice unico assegnato alla Repubblica, 47031 (rientrante nello stradale III della provincia di Forlì e Cesena) e la sostituzione con codici specifici per ciascun ufficio postale della Repubblica.

### Elenco CAP
I codici italiani sono:
- 47890 Città di San Marino
- 47891 Dogana
- 47892 Acquaviva
- 47893 Borgo Maggiore
- 47894 Chiesanuova
- 47895 Domagnano
- 47896 Faetano
- 47897 Fiorentino
- 47898 Montegiardino
- 47899 Serravalle

Ciascuno di questi codici è valido per tutte le località rientranti sotto l'amministrazione del castello relativo. Solo nel castello di Serravalle sono operativi due uffici postali: Serravalle (47899) e Dogana (47891). Quest'ultimo serve le località di pianura del castello di Serravalle prossime al confine con la via consolare che porta a Rimini (Dogana, Falciano, Galazzano, Rovereta), mentre quello di Serravalle serve il capoluogo e le rimanenti curazie (frazioni).

### Uffici postali[2]
- Acquaviva - via Federico da Montebello, 5
- Borgo Maggiore - piazza Grande, 25
- Chiesanuova - via Corrado Forti, 64
- Città di San Marino - Via Gino Giacomini, 69
- Dogana - piazza Marino Tini, 3
- Domagnano - via Ugolino Leonardi, 25
- Fiorentino - via la Rena, 19
- Faetano - strada della Croce, 48
- Montegiardino - strada del Dragone, 17
- Serravalle - via Coluccio Salutati, 3
- Arrivi e partenze (ufficio non di contatto col pubblico) - strada degli Angariari, 13 - Rovereta (località postale: Dogana)

## Sistema telefonico e Internet

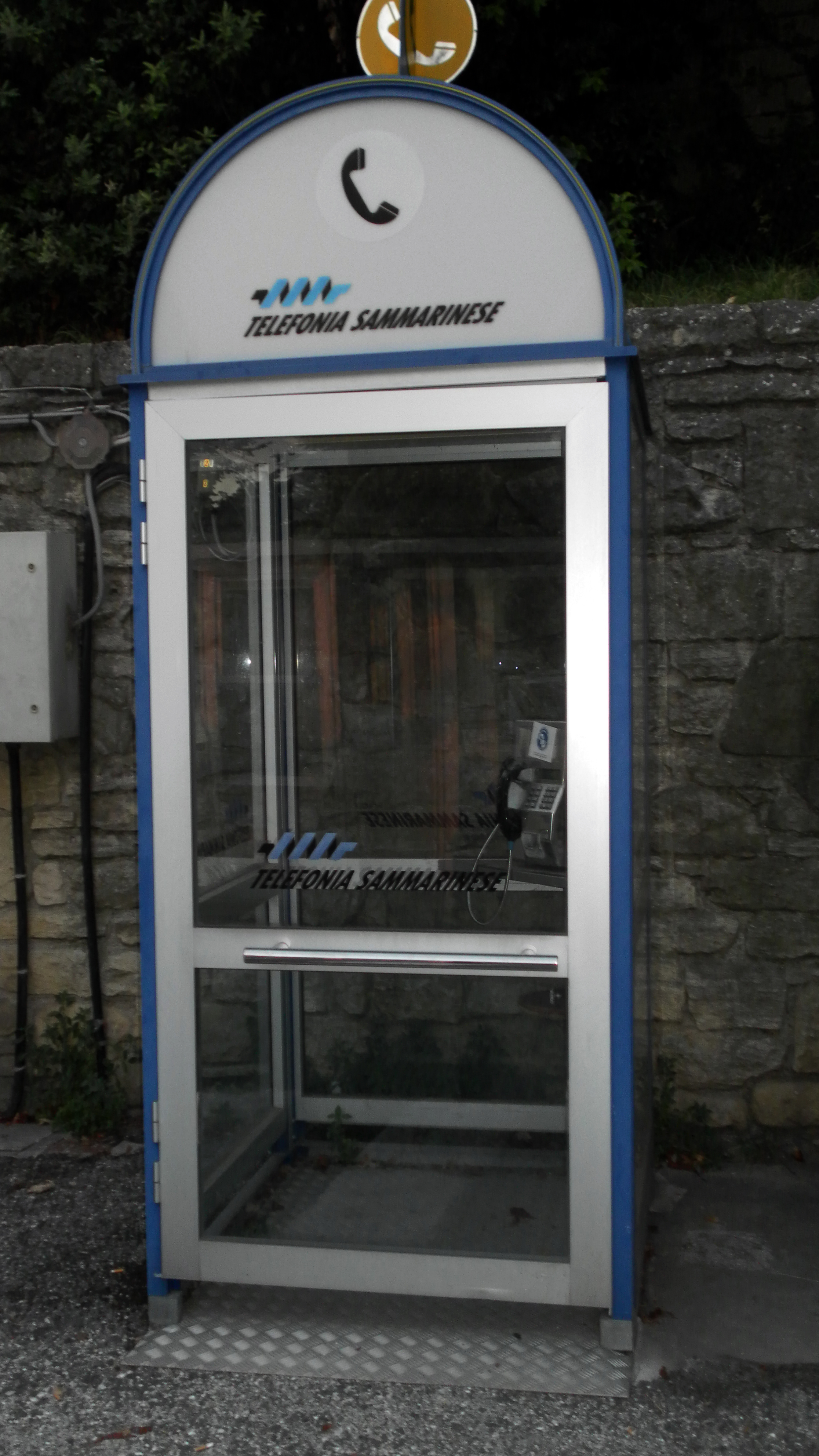
Cabina telefonica a Città di San Marino.

### Operatori telefonici e ISP nazionali
Il sistema telefonico sammarinese è completamente autonomo sia per quanto riguarda la rete interna sia per la connessione con le reti internazionali. 
Dispone di due operatori di telefonia fissa e altrettanti operatori di telefonia mobile: operano nella rete fissa Telecom Italia e Telenet, mentre TIM e TMS sono i gestori della rete mobile. In buona parte del territorio della Repubblica, per ovvie ragioni geografiche, vengono inoltre ricevuti anche i segnali dei gestori mobili italiani che però non sono autorizzati a espletare servizi di telecomunicazioni a San Marino. Fino al 30 giugno 2016 operava, su rete mobile e su rete fissa tramite connessioni wireless, anche SMT con il proprio brand Prima.
I licenziatari della rete fissa svolgono anche attività di Internet service provider: Telecom Italia ha commercializzato in passato le offerte ADSL con il brand Alice, mentre Telenet invece operava inizialmente solo in modalità dial-up. Ora entrambi gli operatori hanno offerte per la banda ultralarga, in modalità terrestre e wireless. Al contrario SMT utilizzava invece le sole modalità Wi-Fi e HSDPA per offrire i prodotti commerciali Prima.
Telecom Italia infine è anche centro di controllo e rilascio di indirizzi e domini Internet per San Marino, gestisce il dominio di primo livello .sm ed è membro di ISOC e ICANN.
Tutti gli Uffici dello Stato, Enti Pubblici, le Aziende di Stato ed Enti parastatali sono interconnessi da una rete in fibra ottica.

### Numerazione nazionale
Il prefisso telefonico internazionale attribuito alla Repubblica è il +378 ed è operativo dalla seconda metà degli Anni '90 dopo la ristrutturazione di molti prefissi internazionali.
Nei suoi anni di attività Prima lo ha usato in maniera esclusiva per i propri servizi di telefonia cellulare con il prefisso mobile 66 (struttura numerica +378-66-abcdef). Tale prefisso era stato utilizzato - fino all'arrivo di SMT - esclusivamente per la telefonia fissa, dal momento che TIM commercializza nella Repubblica gli stessi prodotti di telefonia mobile già offerti ai clienti italiani. Diversa è la situazione di TMS, che, pur operando sulle infrastrutture di TIM, ha offerte dedicate esclusivamente ai cittadini sammarinesi e agli stranieri residenti in Repubblica ma in realtà anch'essa utilizza, al pari di un operatore virtuale di telefonia mobile, un arco di numerazione appartenente alla rete mobile italiana di TIM (+39-335.733/4 per le nuove attivazioni).

Per quanto riguarda la telefonia fissa, la rete telefonica pubblica sammarinese è direttamente interconnessa con la rete telefonica generale di Telecom Italia tanto che, nel piano di numerazione italiano, esiste un apposito distretto per la Repubblica di San Marino con indicativo geografico 0549: le numerazioni sono assegnate, in base al piano di numerazione italiano, su arco 0549-abcdef (ove a era pari a 8 per SMT, 9 per Telecom Italia), che è stato utilizzato, per i propri servizi fissi, anche da Prima. L'indicativo distrettuale italiano può essere omesso nelle chiamate provenienti da paesi terzi: ad esempio, per chiamare l'abbonato di San Marino con numero 0549-900000 dalla Germania si potrà alternativamente comporre la sequenza +378 0549 900000 oppure +378 900000.
Da fuori dall'Italia, infatti, l'accesso tramite il prefisso internazionale italiano, +39, è stato inibito dalla Intelcom (ex Telecom Italia) nel 1992 per evitare che le tariffe di terminazione andassero all'operatore italiano e per ragioni di carattere fiscale.

## Sistema radiotelevisivo
San Marino RTV, la concessionaria pubblica del servizio radiotelevisivo, gestisce una rete televisiva e due reti radiofoniche.

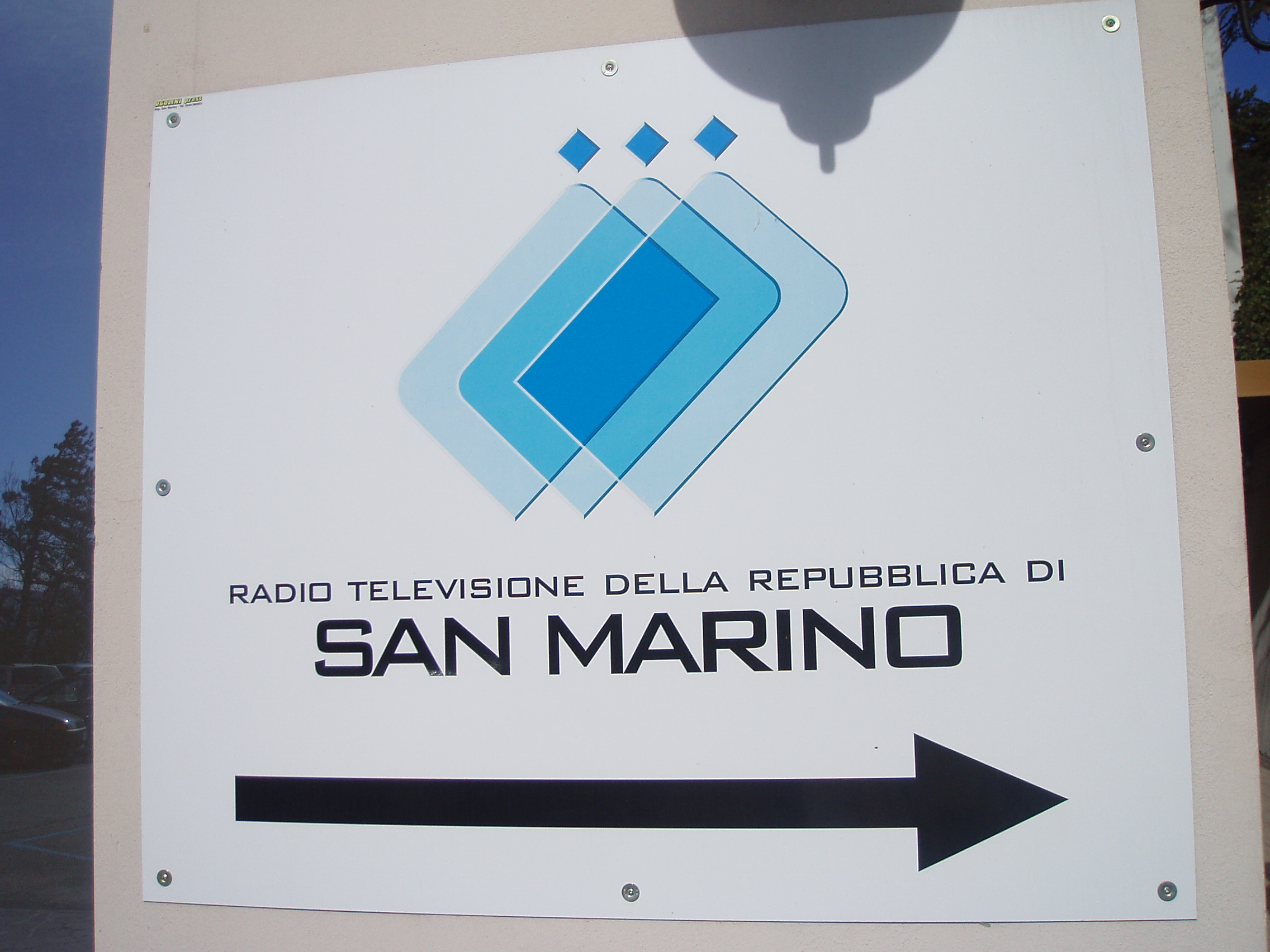
Il logo di San Marino RTV fino al 2011.

San Marino RTV è stata fondata nell'agosto 1991 dall'Ente per la Radiodiffusione Sammarinese (Eras) e dalla Radiotelevisione Italiana (Rai) con una partecipazione paritetica. La sperimentazione radiofonica ha avuto inizio il 27 dicembre 1992; il 25 ottobre 1993 Radio San Marino RTV ha avviato la programmazione sulle 24 ore. Il 24 aprile 1993 ha avuto inizio la sperimentazione televisiva, mentre la programmazione regolare è partita il 28 febbraio 1994. Nel luglio 1995 è entrata a far parte dell'Unione europea di radiodiffusione.
La televisione è ricevibile anche in Italia nel territorio compreso fra Venezia, Bologna, Romagna e parte delle Marche sul mux DTT canale 51. Da ottobre 2021 il canale è visibile in tutta Italia alla LCN 831. Inoltre è ricevibile anche via satellite, in Europa, sui satelliti Hot Bird a 13° Est. Le radio invece hanno un raggio più ridotto.
Dopo l'esordio nel 2008, dal 2011 il Titano partecipa stabilmente allo Eurovision Song Contest; è andato quattro volte in finale (nel 2014, nel 2019, nel 2021 e nel 2025). In precedenza San Marino, pur non avendo ancora una sua tv, ha preso parte a tre edizioni di un altro programma EBU, Giochi senza frontiere, con buone prestazioni.
Vi sono altre due radio private in FM. Nel 1997 gli apparecchi radio erano circa 16.000 e gli apparecchi televisivi circa 9.000.
Nel territorio della repubblica, per ovvie ragioni di vicinanza territoriale, vengono ricevuti i programmi radiotelevisivi italiani e si possono sottoscrivere contratti con Sky Italia e altre pay TV.

## Stampa
I quattro principali quotidiani sammarinesi sono L'Informazione di San Marino, La Tribuna Sammarinese, Lo Sportivo.sm e San Marino Oggi. Il Corriere di Informazione Sammarinese, il Resto del Carlino, Corriere Romagna e La Voce di Romagna sono quotidiani redatti in Italia contenenti pagine su San Marino.

## Radioamatori
San Marino non aderisce alle raccomandazioni CEPT; pertanto le autorizzazioni rilasciate ai radioamatori di altri paesi non sono considerate valide all'interno del territorio della Repubblica.